# 会理野青茅
会理野青茅（学名：Deyeuxia stenophylla）为禾本科野青茅属下的一种多年生植物。其种加词“Stenophylla”意为“窄叶的”。
现接受名为Calamagrostis filifolia Merr., 1906。